# Simon Poulsen
Simon Busk Poulsen (Sønderborg, 1984. október 7. –) dán válogatott labdarúgó, jelenleg az AZ játékosa.

## Pályafutása

### Klubcsapatban
A SönderjyskE csapatában kezdte pályafutását, 2005-ben az FC Midtjylland csapatához igazolt. 2008-tól az AZ labdarúgója.

### A válogatottban
19 alkalommal lépett pályára a Dán válogatottban, gólt nem szerzett.